# Nina Gnilitskaya
Nina Timofeevna Gnilitskaya (em russo: Нина Тимофеевна Гнилицкая; Knyaginevka, 1º de agosto de 1916 – 10 de dezembro de 1941) foi uma soldado e batedora de reconhecimento na 465ª Companhia Motorizada de Reconhecimento da 383ª Divisão de Fuzileiros do 18º Exército, atuando na Frente Sul durante a Segunda Guerra Mundial, pelo Exército Vermelho. 
Após lutar até a morte em um tiroteio contra soldados alemães, quando seu esconderijo foi descoberto, tornou-se a única mulher batedora de reconhecimento do Exército Vermelho a receber o título de Heroína da União Soviética. A homenagem foi concedida postumamente pelo Soviete Supremo em 31 de março de 1943.

## Biografia
Gnilitskaya nasceu em 1916, em uma família de camponeses russos, na vila rural de Knyaginevka, então parte do Império Russo e localizada no que hoje é a Ucrânia. Após concluir os estudos em uma pequena escola secundária de sua cidade natal, começou a trabalhar em uma mina aos 16 anos, atuando como transportadora e operadora de telefonia.

## Segunda Guerra Mundial

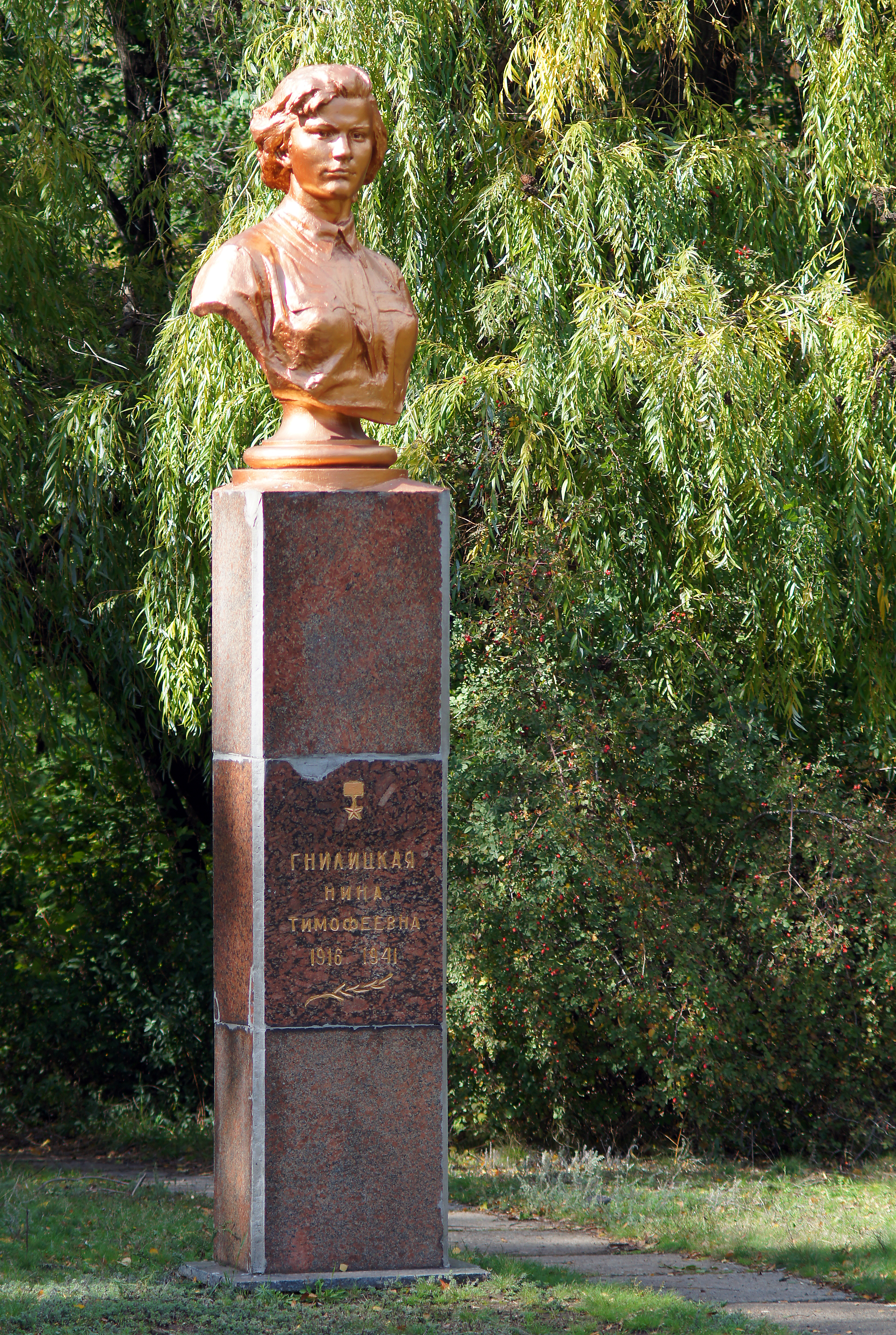
Monumento em homenagem a Nina em Lugansk

Pouco depois de a Alemanha Nazista lançar a Operação Barbarossa, em 1941, Gnilitskaya tentou se alistar no Exército Vermelho, mas teve seu pedido negado sendo informada de que seu trabalho na mina era essencial. No entanto, em novembro do mesmo ano, sua cidade natal, Knyaginevka, foi completamente ocupada pelas tropas do Eixo.
Em uma ocasião, ela escondeu um batedor de reconhecimento do Exército Vermelho e o ajudou a escapar, fornecendo-lhe roupas civis antes de escoltá-lo até a posição onde sua unidade estava estacionada. Durante a fuga, conseguiu roubar três carroças puxadas por cavalos dos alemães. Quando soldados alemães questionaram a identidade do homem, ela afirmou que ele era seu marido.
Em 2 de novembro de 1941, foi finalmente aceita no Exército Vermelho como voluntária, integrando a 465ª Companhia Motorizada de Reconhecimento, devido ao seu conhecimento da região sob ataque, já que havia crescido na estrategicamente importante vila de Knyaginevka. Além de prestar primeiros socorros aos soldados, também participou de combates diretos usando armas leves e granadas, além de atuar como batedora de reconhecimento. Durante a campanha defensiva no Donbass, realizou diversas missões atrás das linhas inimigas.
Na noite de 14 de novembro de 1941, liderou um grupo de soldados em uma missão de reconhecimento, durante a qual mataram doze oficiais alemães. Os batedores conseguiram capturar documentos militares valiosos, armas e um prisioneiro, conforme as ordens do comando militar. Pelo seu trabalho como batedora, foi indicada pelo comandante da 383ª Divisão de Infantaria para receber a Ordem da Estrela Vermelha, mas o Major-General do 18º Exército reduziu a condecoração para a Medalha por Coragem.

## Última missão e morte
Como parte de uma grande operação do 18º Exército para retomar o controle de Knyaginevka e das vilas ao redor, a 465ª Companhia Motorizada de Reconhecimento foi enviada na noite de 9 de dezembro para identificar pontos de tiro e estimar melhor a localização das tropas alemãs, acompanhada por um batalhão de fuzileiros para fornecer cobertura. Sob o comando do comissário da companhia de reconhecimento, Spartak Zhelezny, a unidade recebeu ordens para realizar um reconhecimento por fogo, como parte do esforço da 383ª Divisão de Infantaria e de parte do 18º Exército para expulsar as forças alemãs da região.
No entanto, a unidade de fuzileiros que deveria dar cobertura à companhia de reconhecimento falhou em sua missão. Como resultado, o grupo de 16 batedores ficou cercado pelas tropas alemãs ao entrar na periferia norte da vila e buscou abrigo em uma casa próxima. Por volta de 01h40, cães alemães localizaram o esconderijo, e um intenso tiroteio teve início. Gnilitskaya lutou até o fim, disparando até esgotar toda a sua munição, mas recusou-se a se render, mesmo estando mortalmente ferida. Alguns relatos indicam que ela tentou tirar a própria vida para evitar ser capturada e torturada, mas falhou. Em seguida, soldados alemães teriam perfurado seu corpo quase sem vida com baionetas antes de jogá-la no fogo. Outras versões sugerem que a causa exata de sua morte nunca foi confirmada.
Dos 16 batedores enviados na missão, apenas um conseguiu escapar da casa e relatar o ocorrido, após receber ordem do comissário para sair e levar a informação ao comando. Os corpos mutilados dos quinze batedores mortos foram encontrados em 4 de março de 1942 pelas tropas soviéticas. Tanto Gnilitskaya quanto o comissário da companhia de reconhecimento foram postumamente agraciados com o título de Herói da União Soviética em 31 de março de 1943.

## Homenagem
Uma estátua em sua homenagem foi erguida em Khrustalnyi, na Alameda dos Heróis, para lembrar seus feitos durante a guerra. Ruas em Donetsk e Khrustalnyi foram renomeadas em sua honra. A casa onde os quinze batedores lutaram até a morte abriga uma placa memorial em homenagem aos soldados que morreram no combate.